# Резня на кладбище Миллтаун
Резня на кладбище Миллтаун (англ. Milltown Cemetery killings / Milltown Massacre), в некоторых источниках Нападение на кладбище Миллтаун (англ. Milltown Cemetery attack, ирл. Ionsaí ar Reilig Bhaile an Mhuilinn) — массовое убийство, совершённое 16 марта 1988 года на белфастском кладбище Миллтаун в дни вооружённого конфликта в Северной Ирландии. Во время похорон трёх боевиков Ирландской республиканской армии, убитых во время операции «Флавиус» в Гибралтаре, ольстерский лоялист Майкл Стоун внезапно открыл огонь по присутствующим на похоронах и закидал их гранатами. После серии выстрелов Стоун убежал к ближайшей дороге, отстреливаясь от преследовавших его боевиков. Несмотря на то, что ирландцы схватили его и начали избивать, своевременное вмешательство полиции и последовавший арест Стоуна спасли его от самосуда. В результате теракта погибли три человека, около 60 были ранены. Стрельба была заснята на видео и попала в выпуски новостей, потряся зрителей по всему миру. Через три дня на похороны одного из убитых Стоуном отправились два британских солдата, которые были похищены неизвестными, одетыми в форму ольстерских боевиков (как потом выяснилось, это были боевики ИРА), и позже расстреляны.

## Предыстория
6 марта 1988 года трое членов «временного» крыла ИРА Дэниэл Маккен, Шон Сэвидж и Майред Фаррелл были убиты военнослужащими SAS в Гибралтаре во время операции «Флавиус». Все трое готовились совершить теракт, заложив бомбу на британской военной базе. Их гибель вызвала гнев среди ирландских республиканцев, поскольку на момент обнаружения все трое не имели при себе никакого оружия, но были расстреляны без предупреждения. Тела всех троих были доставлены в Белфаст 14 марта и отправлены в дома их семей. Обстановка на тот момент была крайне накалена: агенты спецслужб внимательно следили за тем районом, откуда были родом все трое, и пытались предотвратить публичные манифестации в память о погибших. На 16 марта были запланированы похороны этой «Гибралтарской тройки» (англ. Gibraltar Three), которые должны были пройти на белфастском кладбище Миллтаун в республиканской зоне. Это вызывало возмущение у ряда республиканцев, поскольку на похоронах часто присутствовали вооружённые боевики ИРА, по вине которых на похоронах происходили драки. Британская армия и Королевская полиция Ольстера вступили в переговоры с руководителями католической церкви по поводу организации похорон погибших. Было заключено соглашение, в соответствии с которым ни военные, ни спецслужбы не будут вмешиваться в церемонию прощания и просто будут наблюдать за происходящими событиями: ирландцы же не должны были исполнять троекратный ружейный залп во время похорон.
Член Ассоциации обороны Ольстера Майкл Стоун, причастный к нескольким убийствам и вооружённым нападениям и называвший себя «вольным паравоенным лоялистом» (англ. freelance loyalist paramilitary), сумел выяснить, что на похоронах будет обеспечиваться минимально возможная безопасность, в связи с чем решил пробраться на похороны и одним усилием уничтожить руководителей партии «Шинн Фейн» и ИРА, которые должны были присутствовать на похоронах. Он рассказал журналисту Питеру Тейлору, что хотел отомстить за прогремевший 4 месяца тому назад в День памяти павших взрыв бомбы в Эннискиллене, когда погибли 11 протестантов. Он считал, что это станет символической местью: если ИРА взорвала бомбу у британского кенотафа, то он как лоялист Ольстера имел право отомстить таким же образом. Стоун утверждал, что члены Ассоциации изначально хотели заложить бомбы на самом кладбище, но позже отказались от этого плана, решив, что взрывная волна в таком случае не заденет республиканцев. В итоге Стоун решился сам совершить нападение: с его слов, некий высокопоставленный руководитель Ассоциации выдал ему официальное разрешение на этот акт возмездия и выдал ему 9-мм пистолет Browning Hi-Power, револьвер Ruger Speed Six под патрон .357 Magnum и семь гранат РГД-5 в ночь перед терактом.

## Нападение

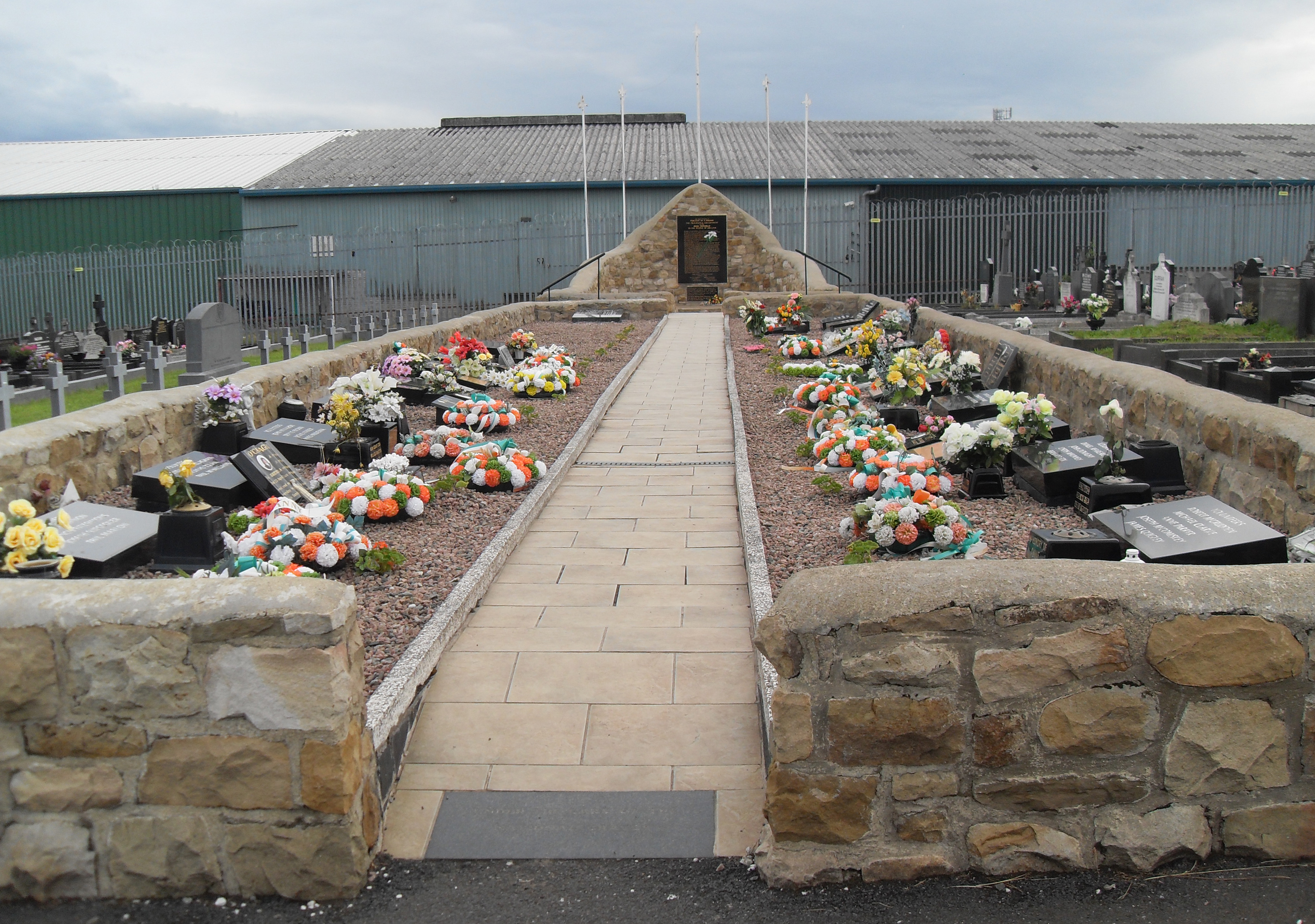
Участок кладбища Миллтаун, где похоронены деятели ирландского республиканизма

Заупокойная служба и церемония прощания с погибшими прошли без каких-либо изменений, а после окончания мероприятий кортеж отправился по Фоллз-Роуд к кладбищу Миллтаун. На похоронах присутствовали тысячи ирландцев, в том числе руководители партии Шинн Фейн в лице Джерри Адамса и Мартина Макгиннесса. С воздуха наблюдение вели два вертолёта Королевской полиции Ольстера. Стоун утверждал, что попал на кладбище через основные ворота, смешавшись с толпой; один из присутствовавших на похоронах утверждал, что видел, как Стоун попал на кладбище с тремя другими людьми (двумя мужчинами и женщиной) со стороны автомагистрали M1.
Когда в землю опускали третий гроб, Стоун бросил две гранаты с семисекундной задержкой в толпу республиканцев и открыл огонь. Первая граната взорвалась около толпы на расстоянии 18 метров от могил. После взрыва возникла паника, из-за которой люди стали прятаться за могильными камнями. Стоун бросился в сторону автомагистрали, находившейся в нескольких сотнях метров от от кладбища, а за ним погнались несколько десятков человек. Периодически он останавливался, чтобы либо выстрелить, либо бросить ещё одну гранату. В выпуске газеты Irish Times за 19 марта 1988 года журналист Кевин Майерс, известный своим неприятием насилия со стороны республиканцев, писал:

Невооружённые молодые люди бросились в погоню за мужчиной, который кидал гранаты и стрелял из автоматического пистолета. […] Преследуя свою цель, они постоянно попадали под пули и осколки гранат, но при этом продвигались вперёд. Действительно, это была не простая отвага, а героизм, за который в любых других случаях — я не сомневаюсь — они получили бы высшие военные награды.
Оригинальный текст (англ.)Unarmed young men charged against the man hurling grenades and firing an automatic pistol [...] The young men stalking their quarry repeatedly came under fire; they were repeatedly bombed; they repeatedly advanced. Indeed this was not simply bravery; this was a heroism which in other circumstances, I have no doubt, would have won the highest military decorations.

В результате преследования Стоуна жертвами стали трое католиков. Это были двое гражданских — 20-летний Томас Макэрлин (англ. Thomas McErlean) и 26-летний Джон Мюррей (англ. John Murray) — и доброволец «временного» крыла ИРА 30-летний Кевин Брэди (англ. Kevin Brady, ирл. Caoimhín Mac Brádaigh). Более 60 человек получили ранения в результате попадания пули, осколков гранат и разлетевшихся от взрывов кусков мрамора и камней. Среди пострадавших были беременная мать четверых детей, 72-летняя пожилая женщина и 10-летний мальчик. По мнению некоторых ольстерских лоялистов, Стоун бросил гранаты слишком рано. Жертв могло быть больше, если бы гранаты разорвались в воздухе ещё до падения на землю: в таком случае осколки разлетелись бы на бо́льшую площадь.
Припаркованный на обочине автомагистрали белый фургон внезапно тронулся с места и уехал после того, как Стоун успел сбежать от преследователей. Ходили слухи, что припаркованный фургон имел прямое отношение к теракту, однако позже Королевская полиция Ольстера заявила, что этот фургон принадлежал полицейским службам и что они покинули кладбище из соображений безопасности. Стоун рассказывал, что договорился о том, что его должен будет забрать автомобиль, за рулём которого должен был находиться член Ассоциации обороны Ольстера, однако водитель сам внезапно запаниковал и скрылся с места происшествия. У Стоуна почти закончились боеприпасы к тому моменту, как он добрался до автомагистрали. Он пытался поймать попутную машину, однако разгневанная толпа догнала его: Стоуна избили и бросили в числившуюся в угоне машину. На место происшествия прибыли вооружённые офицеры Королевской полиции Ольстера на Land Rover Tangi: считалось, что именно их вмешательство спасло Стоуна от гибели в результате самосуда со стороны ирландцев. Арестованного доставили в госпиталь Масгрейв-Парк. Все развернувшиеся события были засняты на плёнку и показаны по телевидению.

## Последствия
В тот же вечер буйная молодёжь в республиканских кварталах Белфаста устроила беспорядки: ими были сожжены много угнанных автомобилей, а также разгромлены участки Королевской полиции Ольстера. В свою очередь, сразу же после теракта две крупнейшие лоялистские группировки — Ольстерские добровольческие силы и Ассоциация обороны Ольстера — заявили, что не имеют никакого отношения к теракту. Командир Западно-Белфастской бригады Ассоциации Томми Литтл не осудил нападение, но заявил, что Стоун действовал без каких-либо приказов со стороны руководства Ассоциации; он же приказал руководству Ассоциации при публичных выступлениях настаивать на этой трактовке событий. Член Ассоциации Сэмми Дадди говорил:

После случившегося в Миллтауне два бригадира Ассоциации из двух Белфастских батальонов дозвонились до ИРА и заявили, что никакого Майкла Стоуна не знают […] Но Майкл состоял в Ассоциации, он был вольным стрелком, который воевал против ИРА и других республиканцев, но не нуждался в авторитетах, поскольку такова была его работа. . Эти два бригадира испугались того, что ИРА может им лично отомстить […] поэтому они и отреклись от Майкла, одного из наших лучших оперативников.
Оригинальный текст (англ.)After Milltown, two UDA brigadiers from two Belfast battalions telephoned the IRA to say they didn't know Michael Stone [...] But Michael was UDA, he was a travelling gunman who went after the IRA and Republicans and he needed no authority for that because that was his job. Those two brigadiers were scared in case the IRA would retaliate against them [...] so they disclaimed Michael, one of our best operators.

Партия Шинн Фейн и её союзники заявили, что лоялисты могли действовать с одобрения спецслужб, поскольку точно считанное число знало о том, что присутствие полиции на похоронах будет ниже обычного. Со слов самого Стоуна, его тщательно убеждали в том, что ни солдаты, ни сотрудники Королевской полиции Ольстера на кладбище не зайдут: он якобы получил детальную информацию о перемещении британских военных и ольстерских полицейских. Также, с его слов, ночью перед атакой он за пределами Белфаста раздобыл в одном из тайников оружие, а его обратно отвёз в город сотрудник Королевской полиции Ольстера. По данным Мартина Диллона, оружие Стоуну передали по личному распоряжению начальника разведки Ассоциации обороны Ольстера Брайана Нельсона, который позже оказался агентом подразделения британской военной разведки.
Через три дня на кладбище Миллтаун прошли похороны одного из погибших от рук Стоуна, Кевина Брэди. Двое капралов Британской армии — Дерек Вуд (англ. Derek Wood) и Дэвид Хоуз (англ. David Howes) — прибыли в обычном автомобиле и в гражданской одежде на похороны, проследовав за похоронным кортежем: по всей видимости, они оказались там по чистой случайности. Однако многие из присутствующих подумали, что они — двое лоялистов, решившиеся повторить пример Стоуна. Разгневанная толпа окружила автомобиль капралов, а Вуд выхватил пистолет и сделал предупредительный выстрел в воздух. Вскоре ооих выволокли из машины, после чего избили до смерти и расстреляли. Это убийство также оказалось запечатлено на видеокамеры и было показано по телевидению.
Пистолет Browning, из которого Стоун стрелял по людям, был украден на следующий день после резни и очутился в руках ИРА. Он же использовался повстанцами во время засады 13 октября 1990 года в Белфасте: в результате этой засады был обстрелян армейско-полицейский патруль в Белфасте, что привело к гибели одного констебля и ранению другого. В марте 1989 года Стоун был признан виновным в ряде тягчайших преступлений, среди которых были не только резня на кладбище Миллтаун, но и ещё три убийства. Суммарный срок наказаний за совершённые преступления составил 682 года лишения свободы. Для радикальных лоялистов Стоун стал национальным героем. После вынесения приговора в вышедшем журнале Ассоциации обороны Ольстера Ulster была опубликована статья в поддержку Стоуна: автор утверждал, что тот «отважно действовал в окружении повстанческого сброда и устроил им головомойку». Во время судебного следствия Стоун находился под стражей в тюрьме Крамлин-Роуд, а после отбывал наказание в тюрьме Мэйз. Спустя 13 лет в соответствии с условиями Белфастского соглашения Стоун вышел на свободу. В 1992 году Мартин Диллон на основе интервью, взятого у Стоуна, выпустил книгу «Твёрдый, как камень: Подлинная история Майкла Стоуна и Миллтаунской резни» (англ. Stone Cold: The True Story of Michael Stone and the Milltown Massacre).
После освобождения Стоун выпустил автобиографию «Никто нас не разделит» (англ. None Shall Divide Us), в которой уделил место и событиям на кладбище. В книге он заявил, что искренне сожалел о той боли, которую причинил родственникам погибших, и отдал дань уважения Мюррею и Брэди, которые погибли во время преследования Стоуна. Сам он объяснял свои действия так: «Не я выбирал карьеру убийцы, а она меня» (англ. I didn't choose killing as a career, killing chose me). С его слов, во время расследования дела и содержания под стражей один из сотрудников Королевской полиции Ольстера даже попросил его подписать копию журнала полиции Police Beat, на обложке которой было изображено лицо главного констебля Джона Хэрмона. В ноябре 2006 года Майкл Стоун был задержан с оружием на входе в здание парламента Северной Ирландии: ему предъявили обвинения в подготовке покушений на Мартина Макгиннесса и Джерри Адамса. Суд признал Стоуна виновным и приговорил в декабре 2008 года к 16 годам лишения свободы. В 2021 году Стоун был помилован и освобождён из-под стражи.